# 5 هـ
5 هـ هي سنة في التقويم الهجري امتدت مقابلةً في التقويم الميلادي سنتي 626 و627.

## أحداث
- غزوة ذات الرقاع
- غزوة دومة الجندل
- غزوة الخندق
- غزوة بني قريظة
- غزوة بني المصطلق.
- إسلام سلمان الفارسي
- غزوة المريسيع
- سرية عبد الله بن أنيس

## مواليد
- 5 جمادى الأولى - زينب بنت علي بن أبي طالب
- عبد الرحمن بن زيد بن الخطاب
- عنبسة بن أبي سفيان

## وفيات
- ربيعة بن طريف العنبري شاعر عربي في العصر الجاهلي.
- أبو سنان الأسدي
- كعب بن أسد القرظي
- أمية بن أبي الصلت - شاعر جاهلي.
- الحادرة - شاعر جاهلي.
- سعد بن معاذ